# Jean-Louis Pelletier
Pour les articles homonymes, voir Pelletier.
Jean-Louis Pelletier, né le 30 mars 1936 à Hyères et mort le 11 octobre 2022 dans le 13e arrondissement de Paris, est un avocat pénaliste français. 

## Biographie
Jean-Louis Pelletier commence sa carrière à Aix-en-Provence, connaît deux fois des verdicts de peine de mort et obtient à chaque fois la grâce présidentielle, auprès de De Gaulle en 1965 au bénéfice du journalier italien Antonio Abate ainsi qu'auprès de Mitterrand en 1981 pour Philippe Maurice, qui sera le dernier condamné à mort gracié. Il est l'avocat, en particulier, de Jacques Mesrine, de Philippe Maurice et de Francis le Belge ou encore de Valérie Subra dans l'affaire Hattab-Sarraud-Subra et de Danny Leprince dans l'affaire du massacre de Thorigné-sur-Dué.
Il est le mentor de nombre ténors du barreau, tel qu'Éric Dupond-Moretti.
Il a présidé l'Association des avocats pénalistes.

## Ouvrages
- 1989 : Un certain sentiment d'injustice, co-écrit avec Claude Sérillon, éd. Balland[12]
- 2012 : Profession : avocat.... de Mesrine à l'affaire d'Outreau, Oh ! Éditions  (ISBN 9782361070076)